# Sunwapta (rivier)
De Sunwapta is een belangrijke zijrivier van de Athabasca in het Nationaal park Jasper in Alberta, Canada.
Sunwapta is een Stoney Indiaans woord dat turbulente rivier of stralende golven betekent.

## Loop
De Sunwaptarivier ontspringt in de buurt van het Columbia-ijsveld als een kleine rivier uit het Sunwaptameer, aan de voet van de Athabasca-gletsjer. De rivier stroomt op de grens van het Nationaal park Banff en vervolgt zuidoostelijk terwijl het voorbij het Columbia-ijsveld wordt gevolgd door de zogenaamde Icefields Parkway (Highway 93). Drie kilometer ten westen van de Sunwapta-waterval mondt de rivier uit in de Athabasca-rivier.

## Zijrivieren

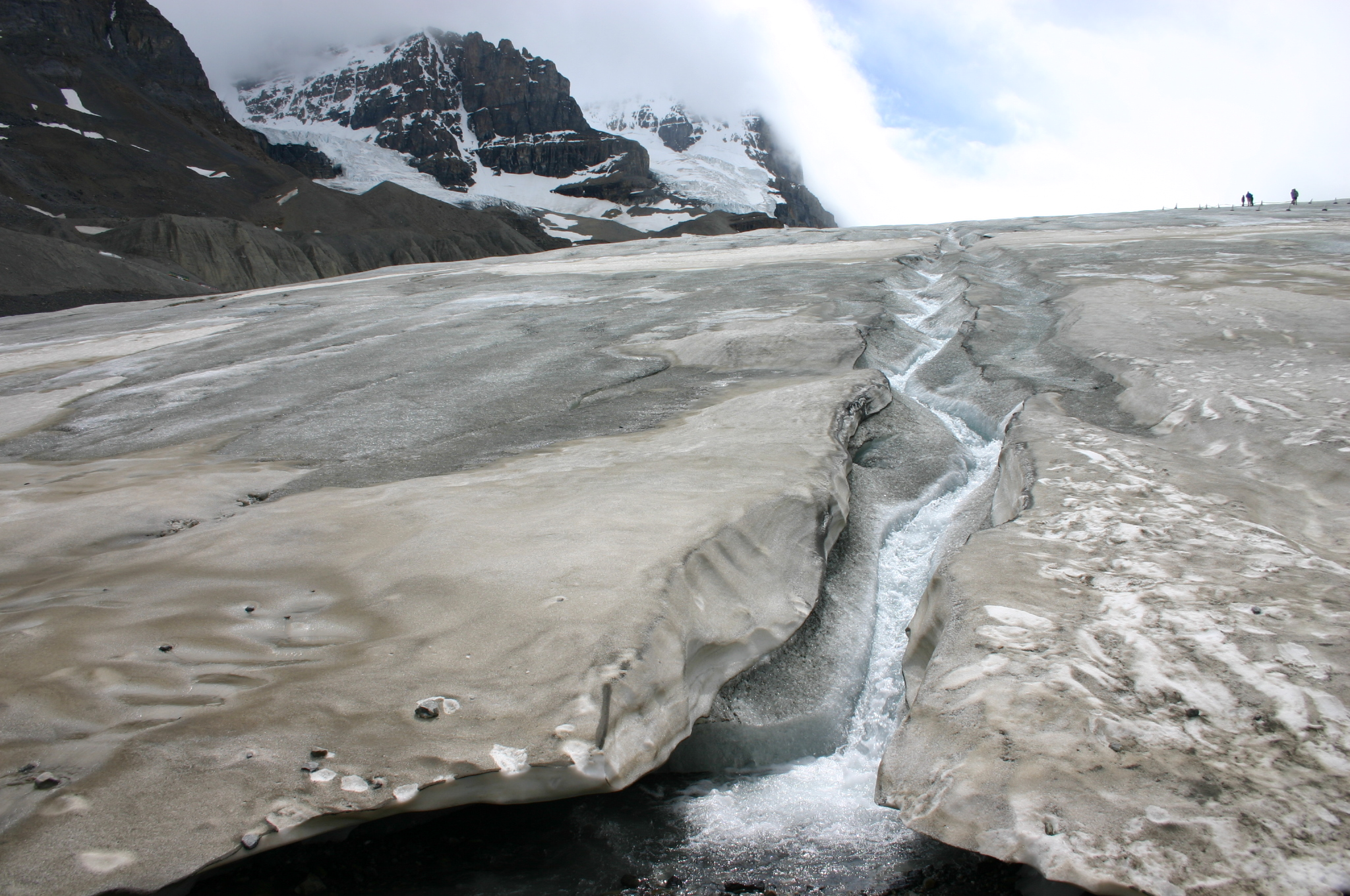
De Sunwaptarivier ontspringt aan de voet van de Athabascagletsjer

- Poboktan Creek
- Jonas Creek
- Grizzly Creek
- Diadem Creek
- Beauty Creek
- Tangle Creek